# Þjóðólfr Arnórsson
Þjóðólfr Arnórsson (Thiodholf, m. 1066) fue un escaldo y vikingo islandés del siglo XI presente en Skáldatal y que estuvo al servicio de la corte del rey Magnus I de Noruega y fue el poeta favorito de Harald Hardrada; históricamente el rey Harald se considera el último monarca de la Era vikinga.
Entre sus obras resalta Magnússflokkr, los versos para ensalzar el reinado de Magnus I. Y Sexstefja, donde relata la vida del Harald Hardrada durante su estancia como comandante de la guardia varega y su relación con el emperador bizantino a quien dejó ciego.
Tenía un hermano que también fue escaldo de la corte noruega, Bölverkr Arnórsson (Bolverk). Su último verso conocido se compuso en la batalla de Stamford Bridge, así que se supone que murió junto al rey Harald.